# Europe (Bootsklasse)
Die Europe ist eine Einhand-Jolle. Mit einem Rumpfgewicht von 45 kg ist sie ein besonders leichtes Boot und kann auf einem Autodach transportiert werden. Die Segelfläche von 7 m² bringt sie bereits bei mittleren Winden zum Gleiten, so dass Windböen direkt zu höheren Bootsgeschwindigkeiten führen.
Die Europe zeichnet sich durch biegsame Carbonmasten und durch moderne Segel aus. Mast und Segelschnitt sind auf das Körpergewicht des Seglers angepasst. Ihre vielfältigen Trimmeinrichtungen (Inhaul, Outhaul, Cunningham, Baumniederholer, Schwertverstellung und Mastfallverstellung) ermöglichen Seglern von 45 kg bis 85 kg eine ständige Optimierung der Bootsgeschwindigkeit. Daher wird die Europe oft als Nachfolgeboot für den Optimisten genutzt. Die erfolgreichsten Olympia-Segler 2012 haben zuvor in der Europe gesegelt.
Die Europe wird von Frauen und Männern (ab etwa 12 Jahren) in Regatten gesegelt. Allein in Deutschland werden rund 60 Ranglistenregatten angeboten. Zu internationalen Regatten z. B. auf dem Gardasee und bei der Kieler Woche treffen sich 100 bis 200 Europe-Segler. Es werden jährlich Weltmeisterschaften und Jugendeuropameisterschaften mit ca. 160 Teilnehmern ausgesegelt. In Deutschland finden jährlich die Internationale Deutsche Jugendmeisterschaft und die Internationale Deutsche Meisterschaft der Europe statt.
Historisch stammt die Europe von der Konstruktionsklasse Moth ab. Der Belgier Alois Roland konstruierte 1962 die Europe als neue Form einer Moth, die sich im Gegensatz zu den meisten damaligen Moth-Konstruktionen durch Robustheit auszeichnet. Damit ist diese Konstruktion auch für Seereviere geeignet, auf denen häufig raue Bedingungen herrschen, für die die damaligen filigranen Moth-Konstruktionen nicht tauglich waren. Durch enge Toleranzen für alle Teile werden zudem baugleiche Boote erzeugt, die auch nach Jahren noch konkurrenzfähig sind.
Von 1992 bis 2004 war die Europe eine olympische Frauen-Bootsklasse. Auf Beschluss der ISAF wurde die Europe 2008 durch den Laser Radial abgelöst.

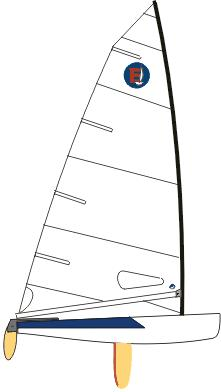
Seitenriss
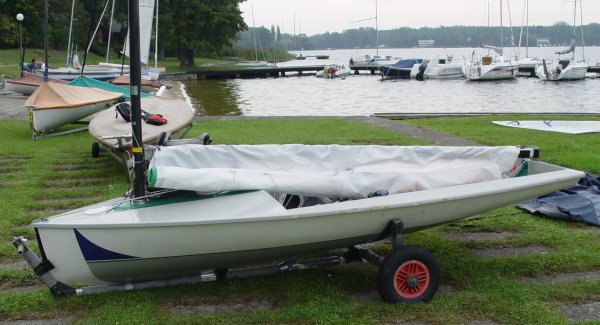
Europe
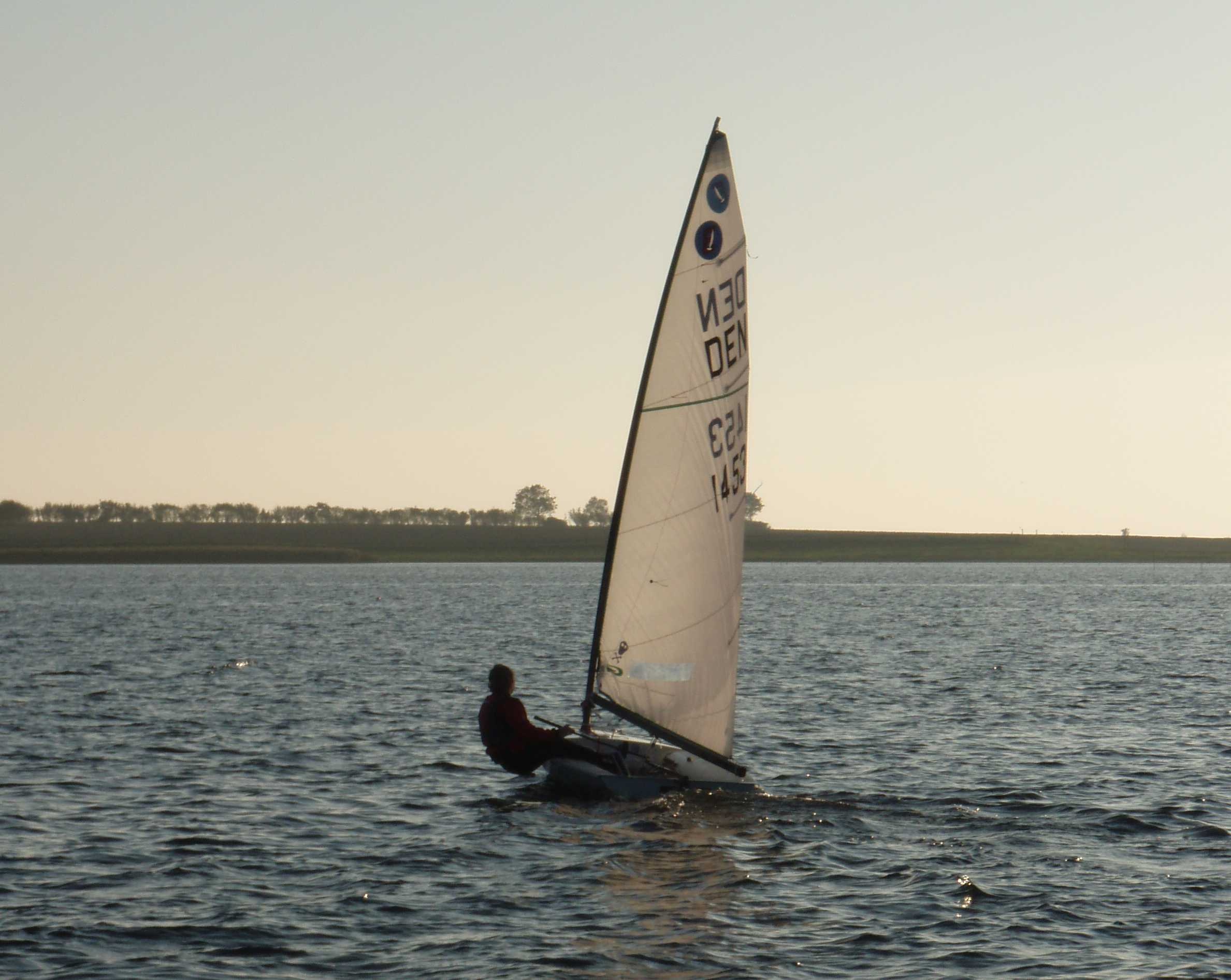
Europe DEN 1453